# Artūrs Žagars
Artūrs Martins Žagars (* 21. April 2000 in Riga) ist ein lettischer Basketballspieler.

## Laufbahn
Žagars spielte im Nachwuchs von BS Riga/DSN, im Sommer 2017 wechselte er zu Joventut Badalona nach Spanien. Er sammelte zeitweise Einsatzzeit beim Viertligisten Arenys Basquet Joventut sowie beim Zweitligisten C.B. Prat, in der Saison 2019/20 wurde er bei Joventut Badalona dann regelmäßig in Spaniens höchster Spielklasse Liga ACB eingesetzt.
Im Januar 2022 wurde er vom deutschen Bundesligisten Basketball Löwen Braunschweig verpflichtet. Für die Niedersachsen erzielte er in 13 Bundesliga-Begegnungen im Mittel 7,3 Punkte. In der Sommerpause 2022 nahm er ein Angebot von KK Nevėžis Kėdainiai aus Litauen an.
Žagars wurde im September 2023 von Fenerbahçe Istanbul verpflichtet und sofort an die litauische Mannschaft Vilniaus Wolves verliehen. Im Oktober 2023 zog er sich einen Bänderriss im linken Knie zu und war deshalb rund sechs Monate nicht einsatzfähig. 2024 wurde Žagars nach dem Ende des Leihabkommens in Fenerbahçes Mannschaft aufgenommen. 2025 gewann er mit Fenerbahçe die Euroleague sowie die türkische Meisterschaft.

### Nationalmannschaft
Mit Lettlands Jugendauswahlen nahm Žagars an den U16-Europameisterschaften 2015 und 2016 teil, im Altersbereich U18 wurde er mit der Nationalmannschaft seines Heimatlandes im Sommer 2018 Zweiter der Europameister. Er war auf dem Weg zur Silbermedaille bei der EM im eigenen Land mit 18,9 Punkten je Begegnung bester Korbschütze seiner Mannschaft und bereitete zudem pro Spiel 6,3 Korberfolge seiner Nebenleute vor, was unter allen Spielern des Turniers der zweitbeste Wert war. Žagars wurde unter die fünf besten Spieler des Turniers gewählt. Bei der Basketball-Weltmeisterschaft 2023 machte er mit seiner Leistung von sich reden und erzielte im Turnierlauf 12,4 Punkte sowie 7,4 Korbvorlagen je Begegnung. Žagars wurde ins All-Tournament Second Team der Weltmeisterschaft gewählt.